# Chaetophiloscia almana
Chaetophiloscia almana är en kräftdjursart som beskrevs av Karl Wilhelm Verhoeff 1967. Chaetophiloscia almana ingår i släktet Chaetophiloscia och familjen Philosciidae. Inga underarter finns listade i Catalogue of Life.